# Rodolfo de Anda Gutiérrez
Rodolfo de Anda Jr. (Ciudad de México, 10 de julio de 1965-Ciudad de México, 31 de marzo de 2023) fue un actor, productor de cine y televisión mexicano.

## Biografía
Hijo del actor y productor Rodolfo de Anda y la actriz Patricia Conde. Su abuelo fue el director y escritor Raúl de Anda, quien fue uno de los primeros cineastas de México. 
Empezó trabajando del lado de su padre en la empresa Cinematográfica Intercontinental (CICSA), en la que llegó a producir películas en los años noventa.
Junto con sus socios, adquirió los derechos del cómic El Pantera. En 2007 comenzó a producir la serie El Pantera, para Televisa, la cual fue transmitida por Canal 5.
En 2017 produce la serie de televisión ¡Ay güey! para Blim, la plataforma de emisión en continuo de Televisa.
Falleció el 31 de marzo de 2023 a los 57 años.

## Trayectoria

### Productor
- ¡Ay güey! (2017)
- El Pantera (2007-2009)
- Bienvenida al clan (2000)
- Alta tensión (1997)
- Doble indemnización (1996), productor ejecutivo
- Al oltro lado de la ley (1995)
- El jinete de acero (1994)
- Los temerarios (1993)
- La tumba del Atlántico (1992), productor ejecutivo
- Buscando al culpable (1990)
- La zona del silencio (1990), productor ejecutivo
- Venganza de policía (1990)

### Actor
- El de la camisa negra (2007)
- Sangre contra sangre (2004)
- La tregua (2003)
- Entre narcos mota y polvo (2002)
- El agricultor (2001)
- Nunca digas Cuba... jamás (2001)
- El cartel de Tepito (2000)
- El tesoro de Pilar (2000)
- Domingo trágico (1991)
- Venganza de policía (1990)
- Muerte en el Rio Grande (1982)
- El hombre (película) (1976)
- El buscabullas (1975)

## Premios y nominaciones

### Premios TVyNovelas
| Año  | Producción | Categoría   | Resultado |
| ---- | ---------- | ----------- | --------- |
| 2008 | El Pantera | Mejor serie | Ganador   |
| 2009 | El Pantera | Mejor serie | Nominado  |
| 2010 | El Pantera | Mejor serie | Nominado  |

### Premios People en Español
| Año  | Producción | Categoría         | Resultado |
| ---- | ---------- | ----------------- | --------- |
| 2009 | El Pantera | Mejor serie de TV | Nominado  |
| 2010 | El Pantera | Mejor serie de TV | Nominado  |